# Magnetkarte
Die Magnetkarte ist ein Speichermedium der frühen Taschenrechner. Sie wurde 1974 von Hewlett-Packard beim HP-65 eingeführt, dem ersten programmierbaren Taschenrechner, ab 1976 auch bei den Nachfolgern HP-67 und HP-97. Texas Instruments führte diese Art der Speicherung in den Modellen SR-52 von 1975 und TI-59 ein.
Da zu dieser Zeit Permanentspeicher noch nicht verfügbar war und die Kapazität des Arbeitsspeichers zudem – im Vergleich zu heutigen Größen – sehr klein war (HP-65: 100 Bytes; HP-67/97: 224 Bytes; HP-41C in der Grundausstattung 448 Bytes), war dies die einzige Möglichkeit, eigene Programme und Daten auch nach dem Abschalten des Rechners zu sichern oder mit Besitzern baugleicher Rechner auszutauschen. Die Hersteller der Taschenrechner lieferten bzw. verkauften Software auf Magnetkarten, z. B. umfasste der Lieferumfang des HP-65 ein Plastik-Etui mit Programmen auf Magnetkarten für verschiedene Anwendungsbereiche.

## Beispiele

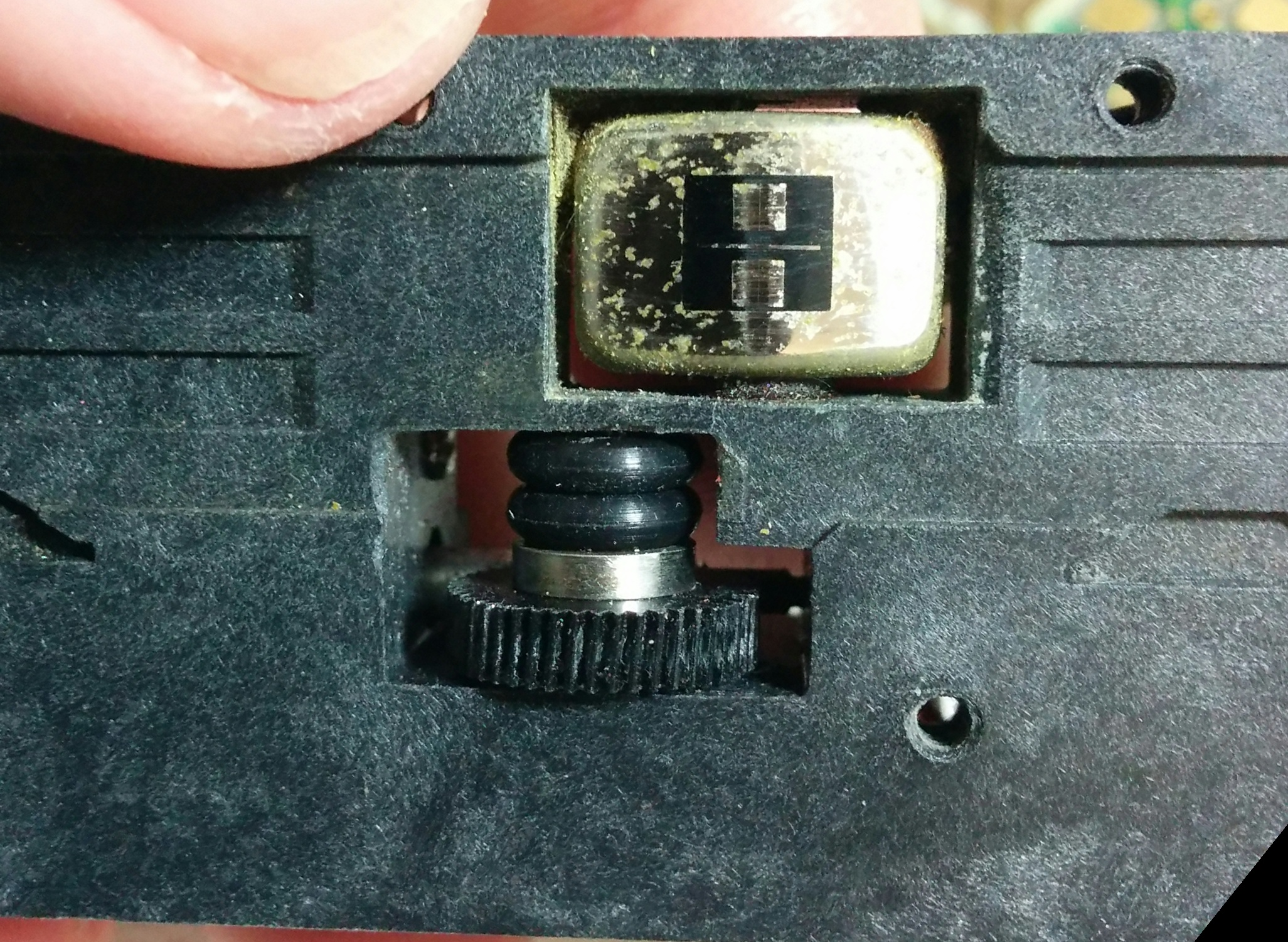
Der magnetische Schreib-/Lesekopf (oben) des HP-67 von 1976 sowie ein Teil der Transportmechanik (Gummi-Andruckrollen und Zahnrad) des integrierten Magnetkartenlesers

Das Bild zeigt drei Magnetkarten von Hewlett-Packard, die für die Modelle HP-65, HP-67/97 und HP-41 in Gebrauch waren (die 1-Cent-Münze dient als Größenvergleich):
- A: Magnetkarte aus einem Statistikpaket von HP mit Software von HP
- B: Leere Magnetkarte. Die Speicherkapazität beträgt 2 × 112 Bytes
- C: Reinigungskarte (nur zur Störungsbeseitigung) mit abrasivem Material

Die magnetische Schicht befindet sich auf der Rückseite. Die Technologie besteht aus einem Lesekopf (verwandt mit damaligen Kassettenrekorder), der zwei Spuren schrieb. Weil diese Spuren versetzt zur Mitte verliefen und nicht die gesamte Magnetkarte füllten, konnte man die Karte umdrehen und mit dem anderen Ende zum Beschreiben einschieben (siehe die Markierungen 1 und 2 auf den Karten).
Ein Motor sorgte für den gleichmäßigen Vorschub der Karte und führte diese am Lesekopf vorbei.
Anfang der 1980er Jahre bot HP auch den HP-71 an, der über längere Karten verfügte, aber ohne Motor auskam. Dadurch sank der Energieverbrauch erheblich, zumal die damaligen NiCd-Akkus deutlich unter den heutigen Kapazitäten lagen und bei Kartenleserbenutzung durch einen Elektromotor entsprechend schnell entladen wurden.
Das Abschneiden der Ecken bewirkte einen Schreibschutz, entsprechend beschnittene Karten konnten nur durch zusätzliche Maßnahmen überschrieben werden.
Die Bezeichnung „Magnetkarte“ ist auch für Magnetstreifenkarten nach ISO 7810 gebräuchlich.

## Bekannte Taschen- und Tischrechner mit Magnetkartenleser

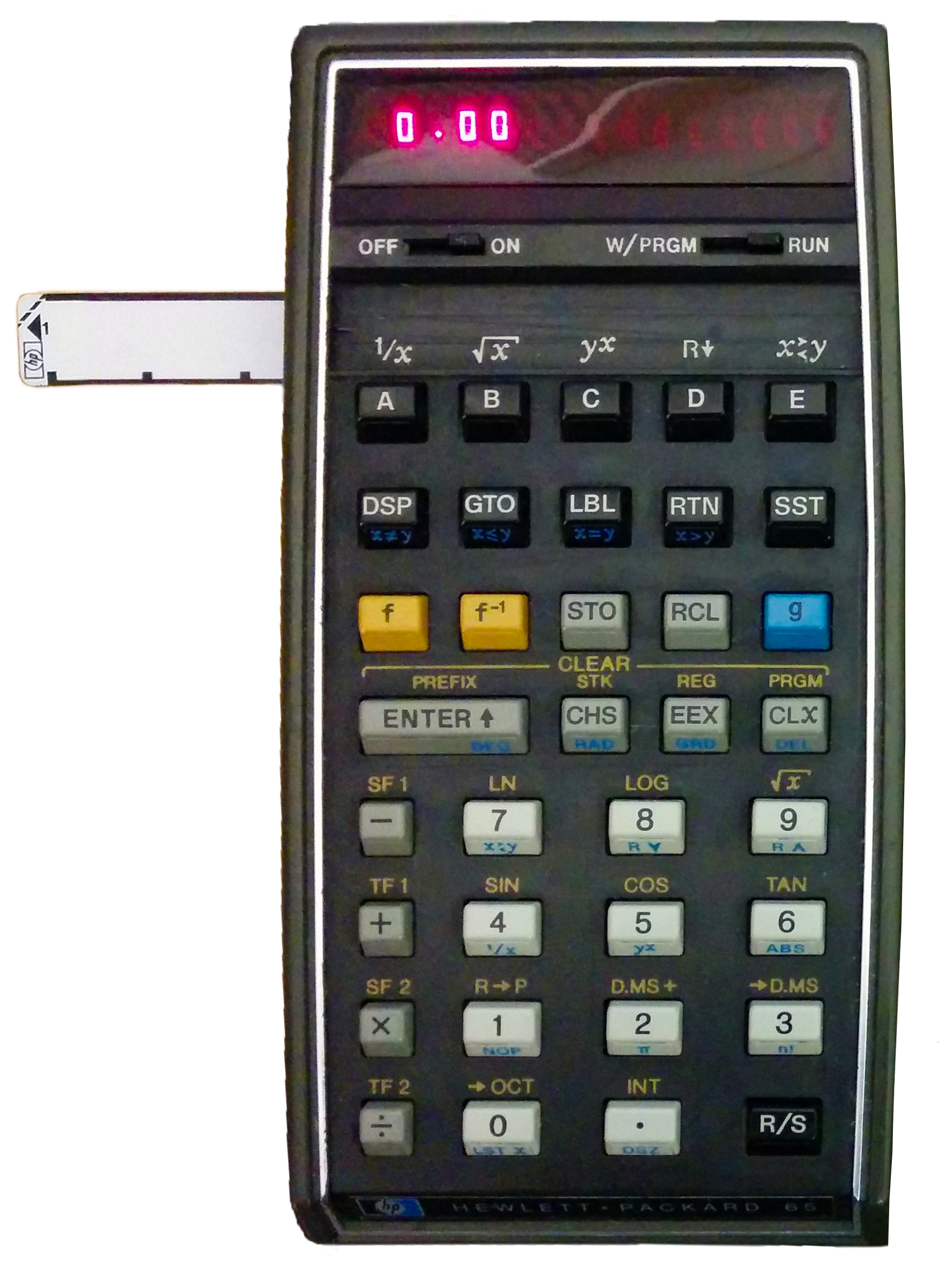
Hewlett-Packard HP-65 (1974)
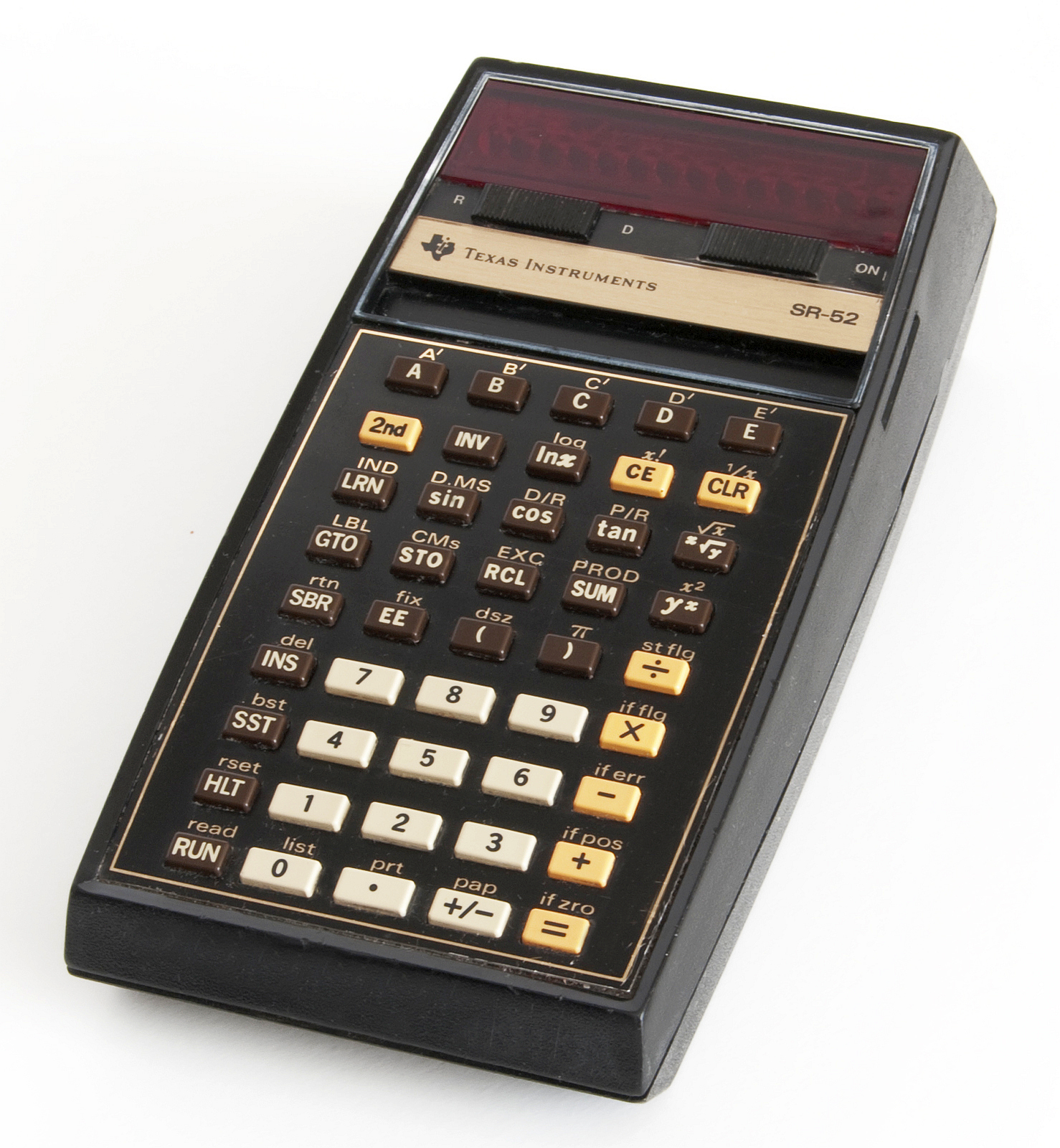
Texas Instruments SR-52 (1975)
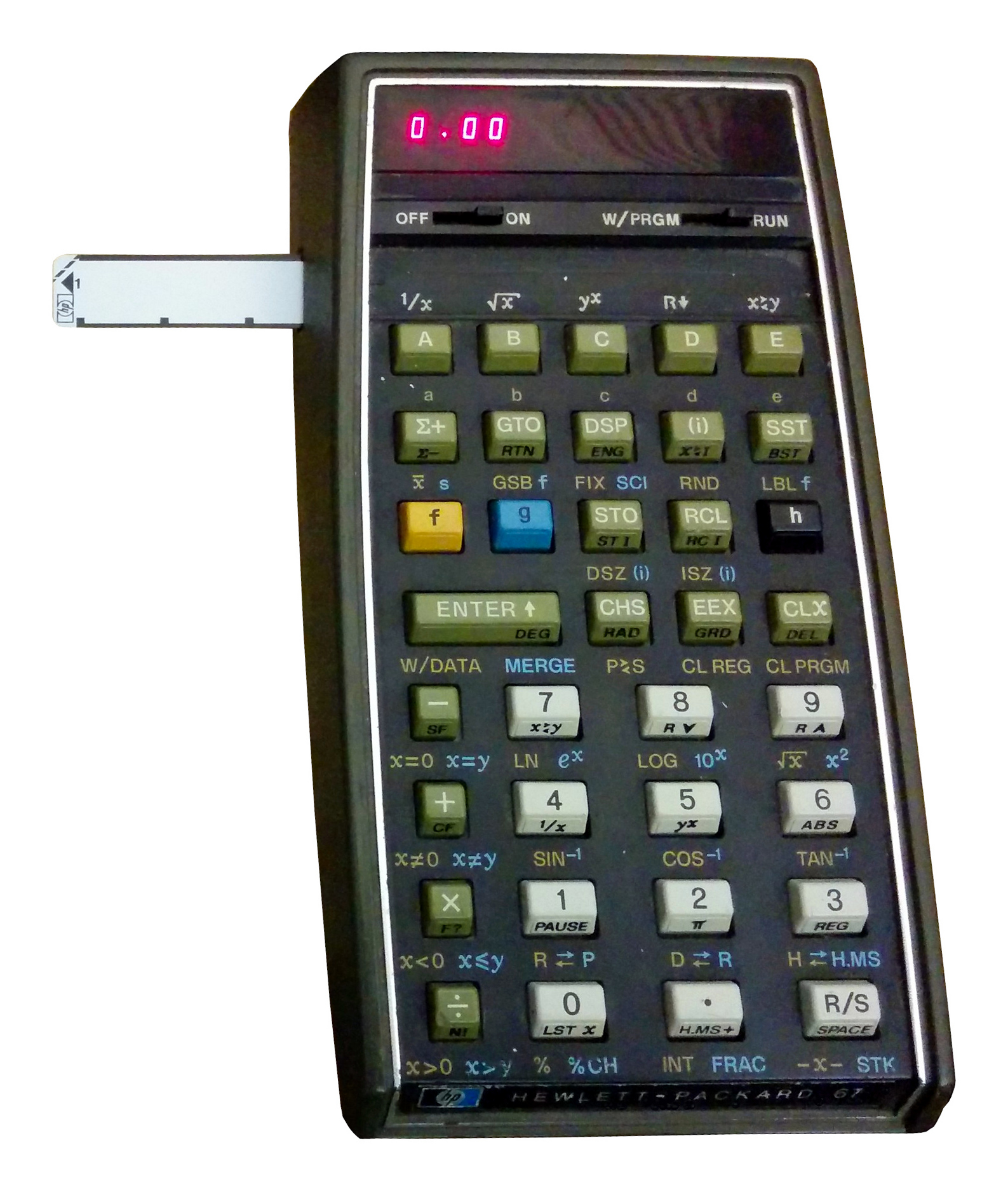
HP-67 (1976)
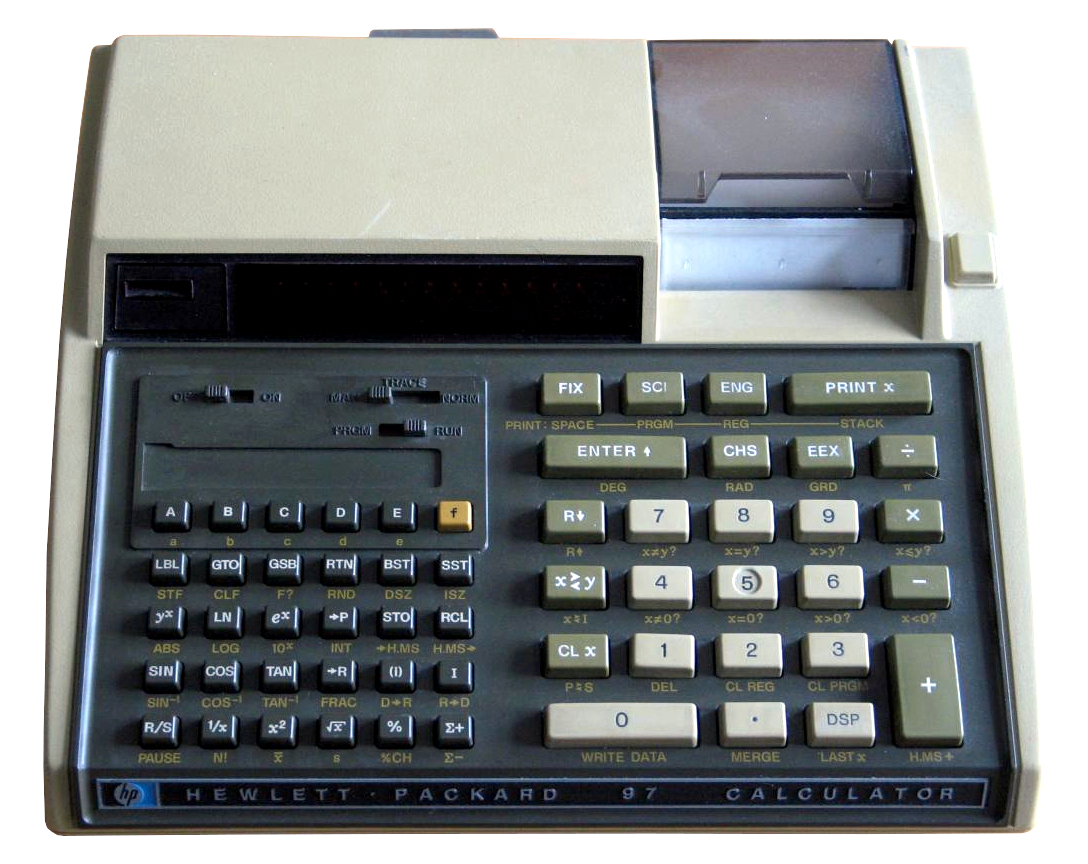
HP-97 (1976)
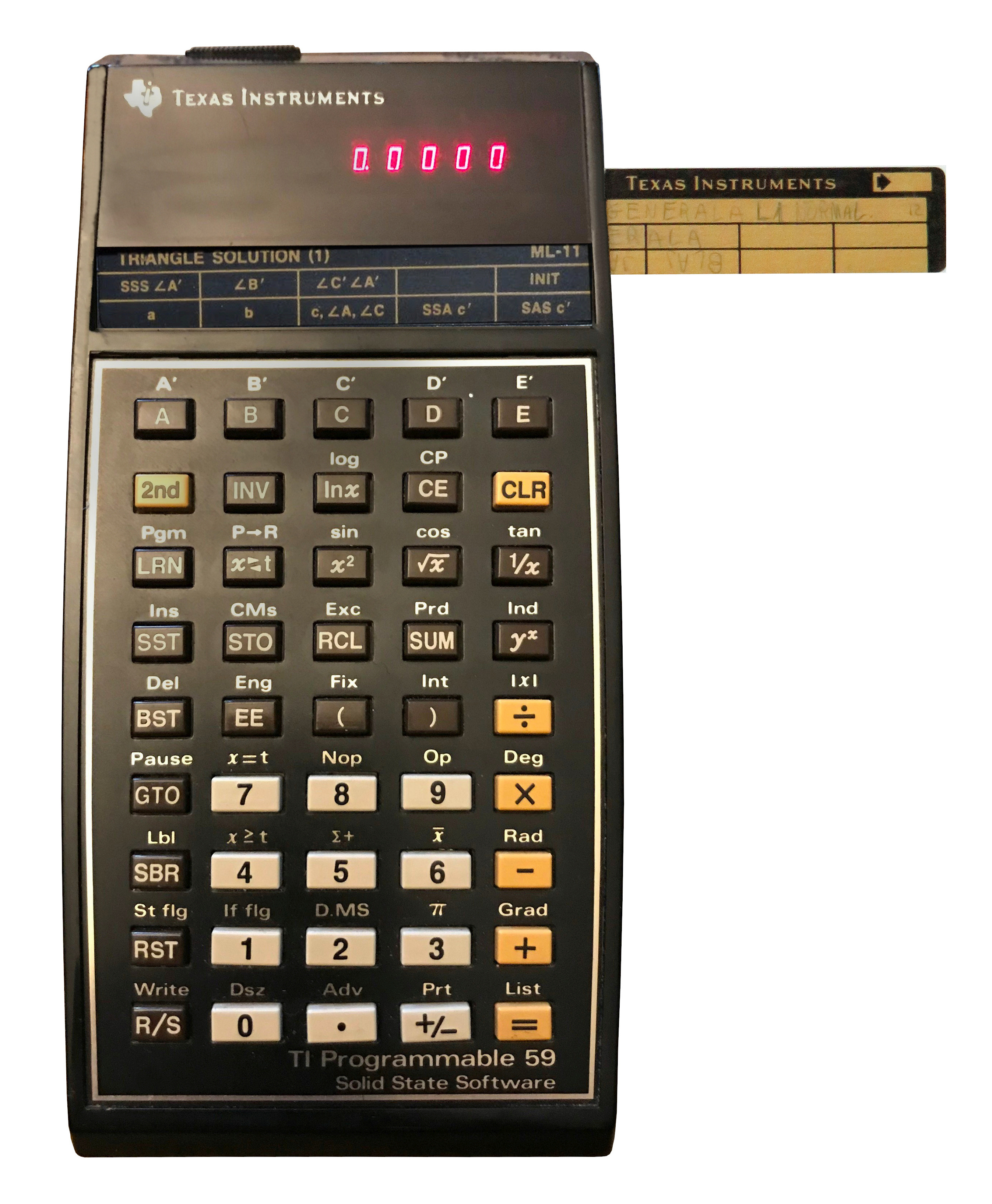
Texas Instruments TI-59 (1977)